# 阿宰勒里多
阿宰勒里多（法語：Azay-le-Rideau，法語發音：[azɛ lə ʁido] ⓘ），法国中西部城市，中央-卢瓦尔河谷大区安德尔-卢瓦尔省的一个市镇，隶属于图尔区，其市镇面积为27.34平方公里，2022年1月1日时人口数量为3,415人，在法国城市中排名第3,211位。
阿宰勒里多位于安德尔-卢瓦尔省中西部，安德尔河畔，图尔和希农之间，是这一区域的一座旅游城市，因同名城堡而闻名。

## 地名来源
根据图尔地区地名学家斯泰凡·让德龙先生（Stéphane Gendron）的论述，“Azay”一名可能意为“靠近水域”，其词源尚有待考证；“-le-Rideau”这一后缀自1801年起成为当地官方名称的一部分，其中“Rideau”可能出自人名“Ridel”，后者为当地历史上的一位领主。
此外，因翻译标准不同，“Azay-le-Rideau”在部分中文资料中又被译为阿泽勒里多。

## 历史

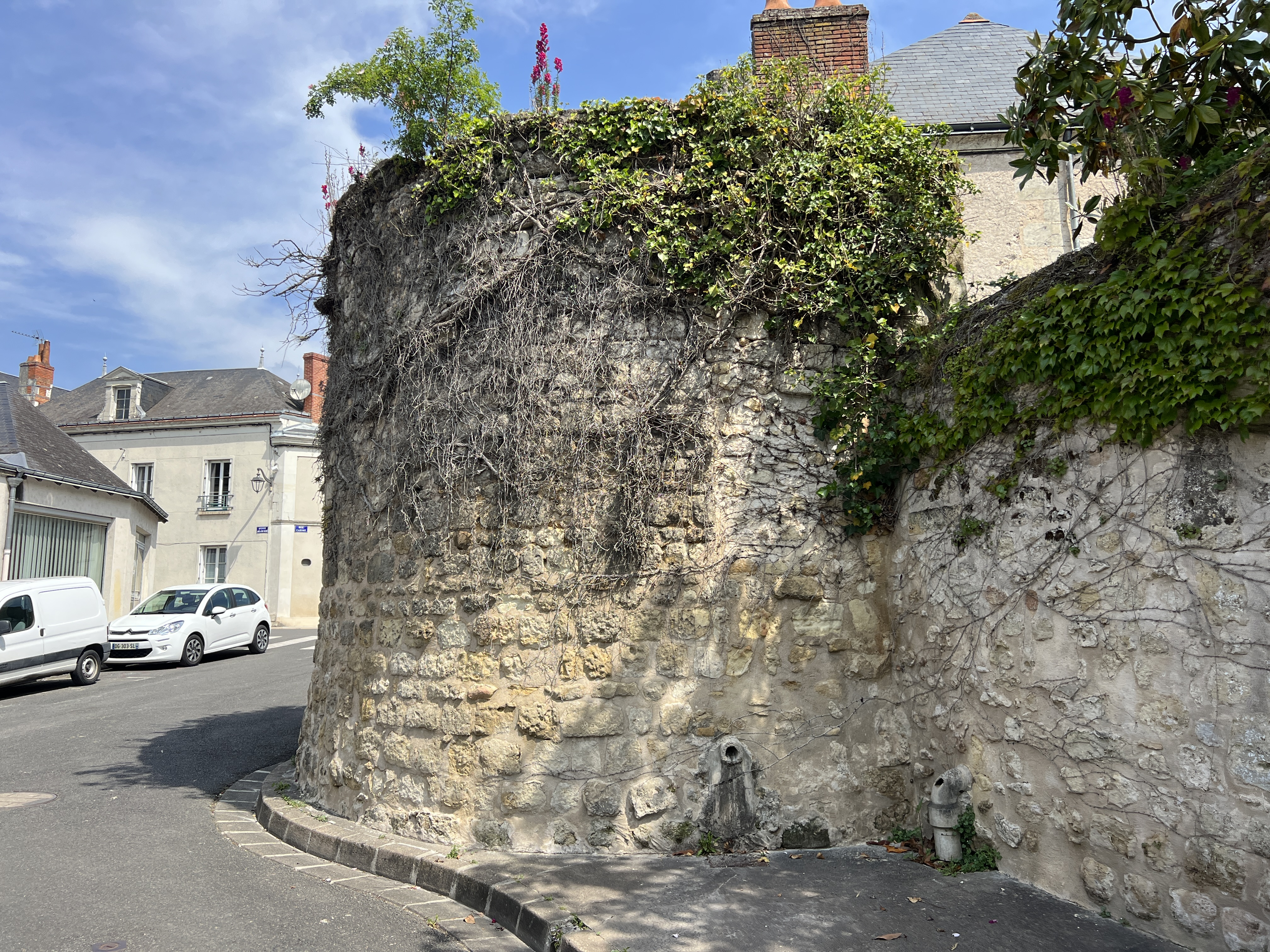
一处城墙遗址

阿宰勒里多的早期历史尚不清楚。根据当地官方旅游局网站的论述，公元12世纪时，阿宰是图尔和希农道路上的一处关口，公元1119年，领主Ridel在安德尔河畔的阿宰修建了首个军事城堡。1189年，腓力二世与亨利二世在此签署《阿宰勒里多条约》（traité d’Azay-le-Rideau），宣布理查一世成为金雀花王朝的唯一继承人。阿马尼亚克派与勃艮第派内战期间，阿宰勒里多遭到严重破坏，其城市被烧毁，当地一度被称为“Azay-le-Brulé”。中世纪末，阿宰勒里多的军事地位有所下降，当地的防御工事被改建为民用宅邸，并在弗朗索瓦一世的资助得以大幅翻新。法国大革命后，阿宰勒里多成为安德尔-卢瓦尔省的一个市镇。工业革命期间，途径阿宰勒里多的铁路线建成通车。2016年6月，安德尔河曾发生洪涝灾害，阿宰勒里多城市及城堡部分区域被淹没。2017年1月1日，阿宰勒里多从希农区划入图尔区。

## 地理

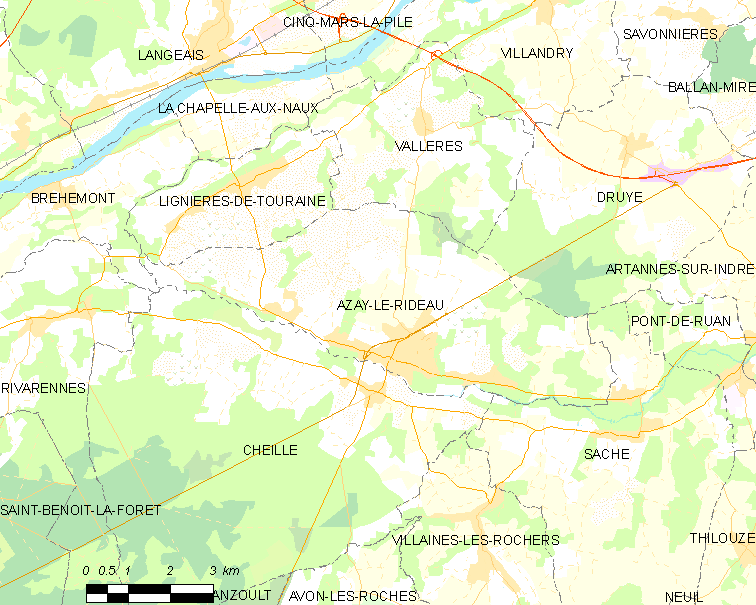
阿宰勒里多市镇范围地图

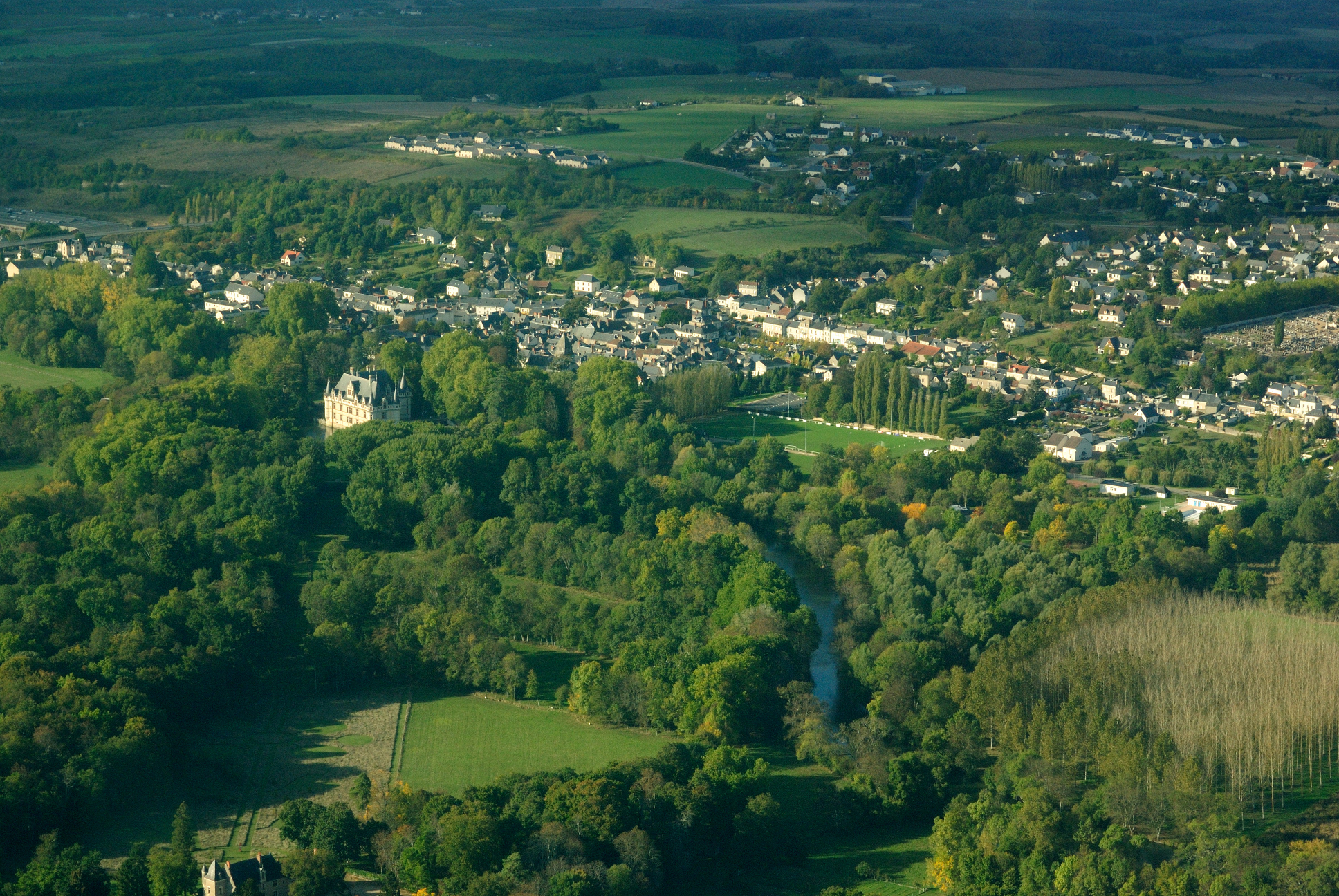
航拍阿宰勒里多

阿宰勒里多位于法国中西部，中央-卢瓦尔河谷大区西部和安德尔-卢瓦尔省中西部，距离省会图尔大约26公里。与阿宰勒里多接壤的市镇包括：图赖讷地区利涅尔、瓦莱尔、布雷埃蒙、德吕、谢耶和萨谢。

### 地形
阿宰勒里多位于卢瓦尔河谷内，境内以平原和浅丘为主，市镇中心地势较为平坦，全境海拔在36到102米之间。

### 水文
阿宰勒里多位于卢瓦尔河流域范围内，安德尔河自东向西流经镇中心，阿宰勒里多城堡即位于该河的一处河心岛上。

### 植被
阿宰勒里多属于温带阔叶混交林区，林地主要分布于河流附近。
在鲜花城市的评比中，阿宰勒里多被评为1星级鲜花城市。

### 气候
阿宰勒里多在柯本气候分类法中属于温带海洋性气候（Cfb）。

## 行政区划
阿宰勒里多的市镇编号为37014，邮政编号为37190。
在行政管理方面，阿宰勒里多隶属于法国中央-卢瓦尔河谷大区安德尔-卢瓦尔省图尔区；在地方选举方面，阿宰勒里多隶属于希农县，其市镇范围全境被划入安德尔-卢瓦尔省第四选区；在社会管理方面，阿宰勒里多是图赖讷安德尔河谷市镇公共社区的组成部分。
截至2023年6月，阿宰勒里多市镇范围内暂无任何城市敏感街区及城市政策优先街区。
法国国家统计与经济研究所（简称）在进行数据统计时，将阿宰勒里多及相邻的另外一个市镇设为阿宰勒里多城市核心区（未将其划入任何城市区（Aire urbaine）。自2020年起，阿宰勒里多被划入包含162个市镇的图尔城市辐射区。此外，还将阿宰勒里多市镇整体看作一个“块区”（IRIS），以便于统计人口分布情况。

## 交通

### 公路
安德尔-卢瓦尔省省道D39线、D57线、D84线和D951线在阿宰勒里多境内交汇。中央-卢瓦尔河谷大区城际客运（商业名称为“Rémi”）下属的安德尔-卢瓦尔省城际客运IV线和TF线经停阿宰勒里多境，可通往朗热、希农、维莱讷莱罗谢等地。
2019年，72.7%的阿宰勒里多家庭拥有至少一辆私人汽车。2019年，阿宰勒里多境内共发生各类交通事故1起，造成1人重伤。
| 9 | 8 |

| 25 | 24 |

| 图尔 | 25 |

| 茹埃莱图尔 | 19 |

| 希农 | 22 |

| 朗热 | 10 |

| 图赖讷地区圣莫尔 | 26 |

| 蒙镇 | 16 |

### 铁路

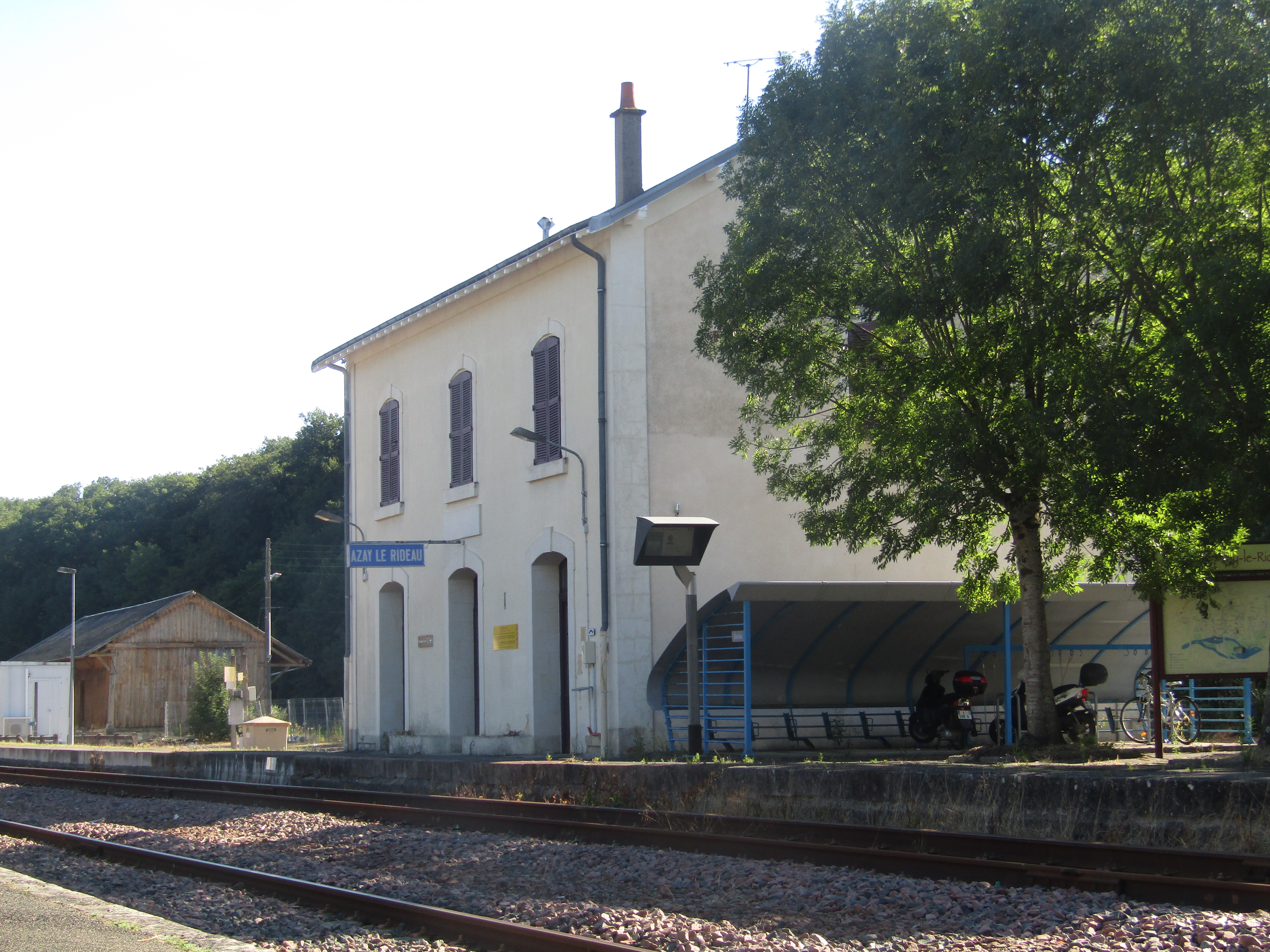
阿宰勒里多火车站

阿宰勒里多位于莱萨布勒多洛讷－图尔铁路上。阿宰勒里多站位于市区西部，停靠往返于图尔和希农一线的区域列车。

### 航空
距离阿宰勒里多最近的民用航空站为34公里外的图尔卢瓦尔河谷机场。

### 城市公共交通
截至2023年6月，阿宰勒里多暂无城市公共交通系统。

## 政治
阿宰勒里多的现任市长为西尔维娅·帕斯科女士（Sylvia PASCAUD），她是一名右翼无党派人士，在2020年的市政选举中获得了57.49%的支持率。
在2022年的法国总统大选中，法国第25任总统埃马纽埃尔·马克龙在阿宰勒里多获得了64.33%的支持率。

## 人口
2020年，阿宰勒里多市镇人口数量为3,468，在法国排名第3,211位。其中男性1,711人，女性1,790人，75岁及以上人口占9.8%，外籍人口数量为66人，人口密度为127人/平方公里，当地居民被称为（男性）或（女性）。2020年，阿宰勒里多境内出生38人，死亡人口33人。
| 阿宰勒里多1901年－2020年人口变化情况 |
|                                      |
| 数据来源：Cassini、INSEE             |

## 经济
阿宰勒里多是一个区域性的中心城市。截至2023年6月，阿宰勒里多市镇范围内共有各类用人单位（包含自雇）733家，平均历史为17年，其中99.4%为中小型企业（PME），2023年4月至6月间，当地的经济活力指数为-0.14%。（老年人服务）、（快餐）及（机械维修）是当地2021年营业额最高的三个企业，分别为3,106,386欧元、1,634,192欧元和1,614,264欧元。

## 财政与居民收入
2021年，阿宰勒里多的财政收入总额为3,706,340欧元，财政支出总额为3,276,450欧元，当年的债务总额为2,661,040欧元。2021年，阿宰勒里多市镇共获得了158,920欧元的国家直接财政补助。
2019年，阿宰勒里多的人均月收入总额为2,385欧元，其中高级职员为3,815欧元，低于法国平均水平（4,230欧元）；中级职员为2,479欧元，高于法国平均水平（2,411欧元）；普通职员为1,789欧元，高于法国平均水平（1,740欧元）。
2019年，阿宰勒里多境内的贫困率为9%，青壮年（15至64岁）失业率为9.8%；当地52.2%的家庭拥有纳税资格，平均纳税2,578欧元，低于法国平均水平（3,910欧元）。

## 社会事务

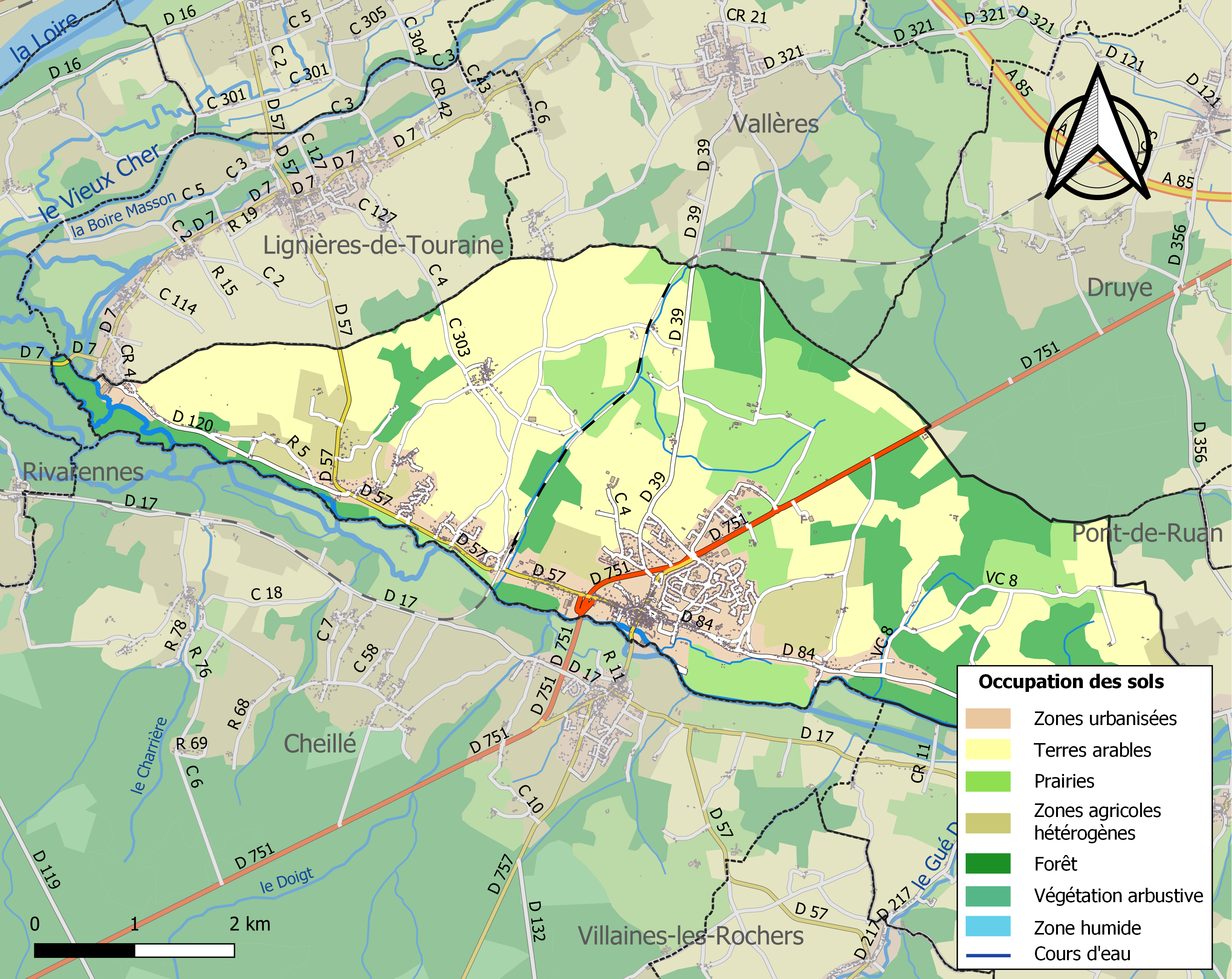
阿宰勒里多土地利用情况地图

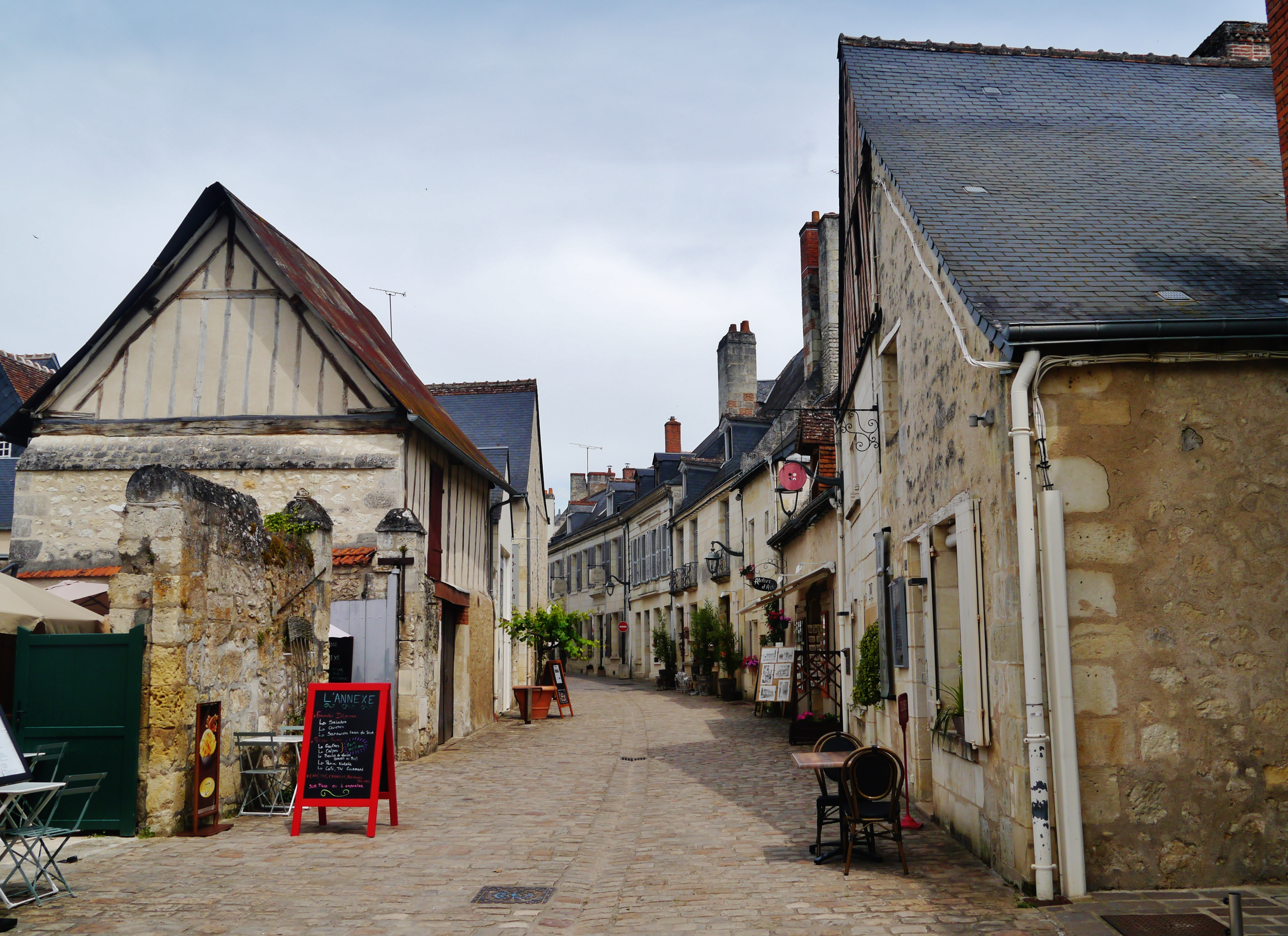
甘必大街

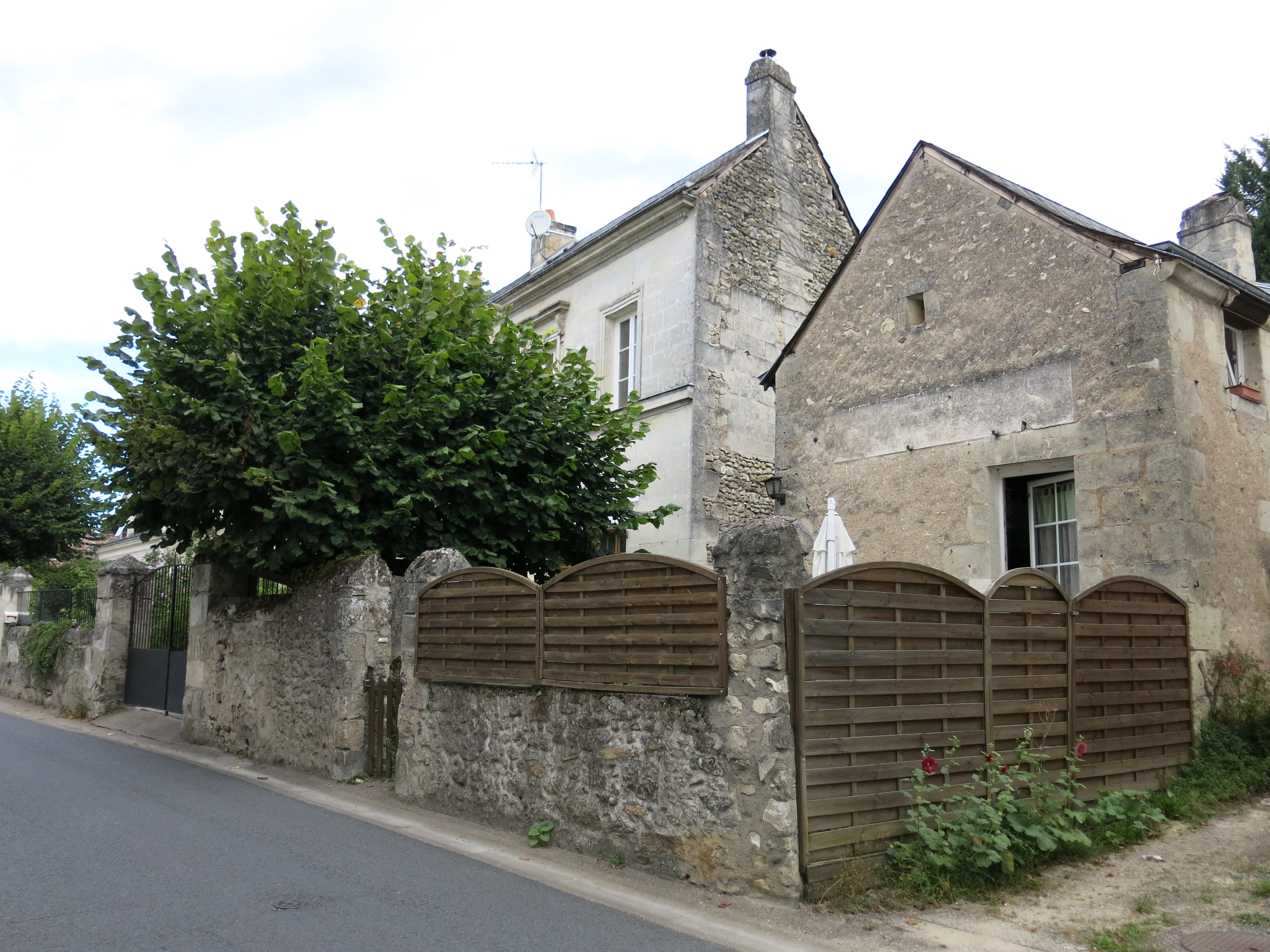
一处民居

### 教育
阿宰勒里多属于奥尔良-图尔学区。截至2021年1月1日，阿宰勒里多境内共有1所幼儿园、1所小学、1所初级中学和1所农业高中。2021至2022学年度，阿宰勒里多境内共有在校中等教育阶段学生634名。

### 医疗
截至2021年1月1日，阿宰勒里多境内共有全科医生5名、保健师7名、牙医2名、护士3名和助产士1名。境内共有药房2家、残疾人帮扶中心4家。
距离阿宰勒里多最近的区域性医疗机构为希农地区中心医院（Centre Hospitalier du Chinonais），其主病区位于圣伯努瓦拉福雷境内，靠近希农，距离阿宰勒里多市区的正常车程大约14分钟，该院设有床位233个。

### 住房
2019年，阿宰勒里多境内共有各类住房1,829套，其中82.6%为独立式居民区，17.1%为集中式居民区。常住房屋占阿宰勒里多市镇范围内居民建筑总量的80.5%。
在住房保障政策方面，2021年，阿宰勒里多境内共有227户家庭获得了住房经济补助，受益人数占总人口数量的6.5%，其中219份为房租补助。

### 商业
2021年，阿宰勒里多境内共有各类实体商铺101家，其中餐厅15家、大型超市3家、杂货店1家、面包房5家、肉铺2家、书店1家、银行门店1家、美容美发店7家、汽车维修店6家。市区北部建有开放式商业街区，有家乐福、Lidl、Gamm Vert等商场。

### 体育
2021年，阿宰勒里多境内共有1家游泳池、1间体育馆、1座综合体育场、1处网球场、1处马术场、3处足球或橄榄球场以及2处篮球或排球场。
截至2023年6月，阿宰-谢耶体育俱乐部（Sporting Club Azay Cheillé，编号500386）是阿宰勒里多境内唯一的一家注册足球俱乐部，该队成立于1922年，其主队2022至2023赛季参加中央-卢瓦尔河谷大区足球联赛甲组（法国第六级别），其主场为拉洛日球场（Stade de La Loge）。

### 环境
阿宰勒里多的环境事务由其所属的图赖讷安德尔河谷市镇公共社区联合各级政府协调负责。2021年，阿宰勒里多境内暂无污染企业。

### 治安
2021年，阿宰勒里多市镇范围内共有1处宪兵队。
阿宰勒里多及其附近的共84个市镇是希农国家宪兵队（zone gendarmerie de Chinon）的管辖范围。2020年，该宪兵队累计记录各类案件2,632起，其中盗窃类案件1,317起，经济类案件524起，毒品交易类案件94起。

## 文化

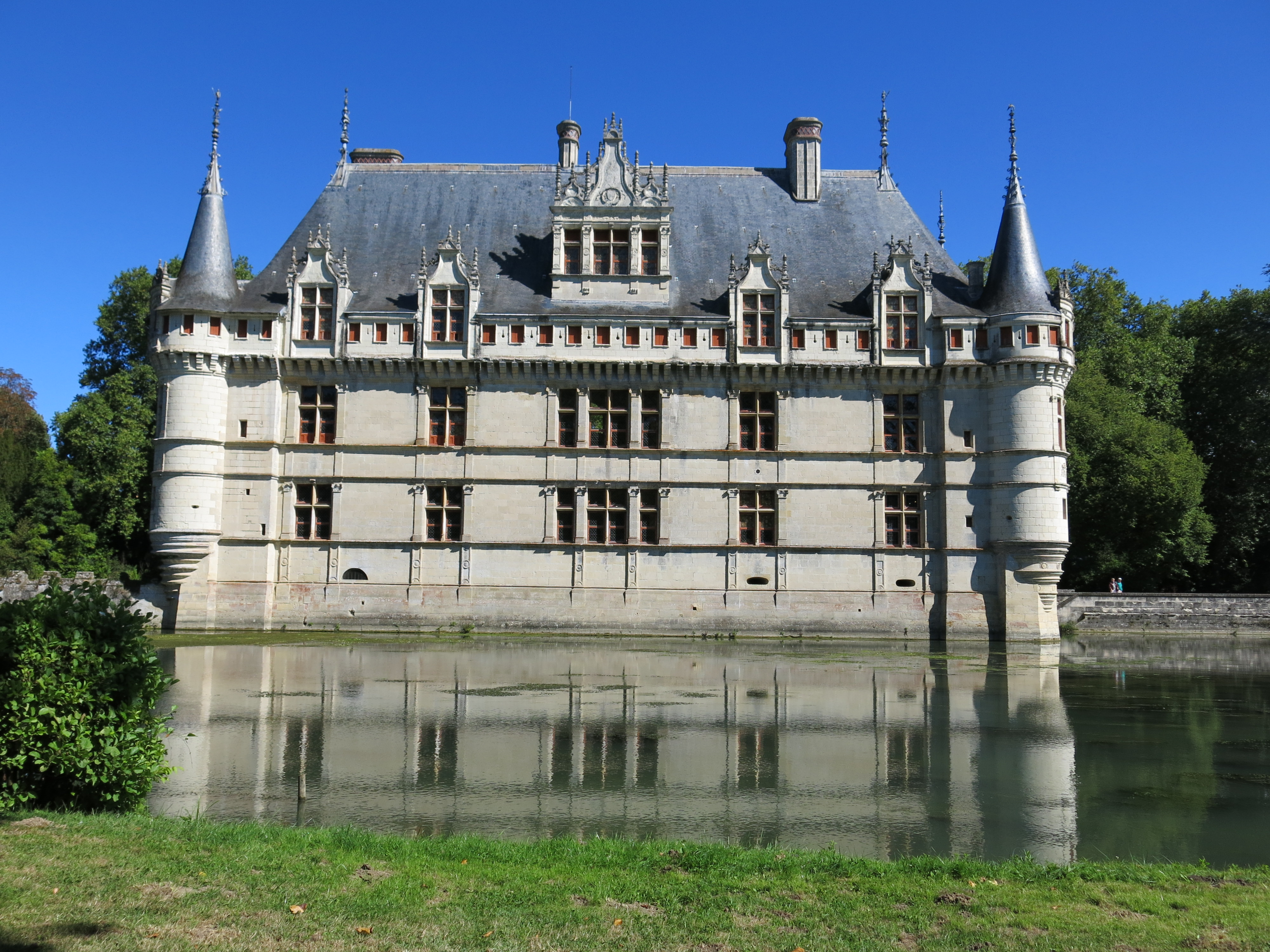
阿宰勒里多城堡

2021年，阿宰勒里多境内暂无任何文化设施。阿宰勒里多市政府提供多媒体中心，每周二至六向公众开放。

### 建筑
阿宰勒里多境内有多处历史建筑，其中圣桑福里安教堂、阿宰勒里多城堡等为法国国家文物保护单位，其中后者作为卢瓦尔河谷城堡的一部分于2000年被列入世界文化遗产名录。

### 旅游
阿宰勒里多的旅游事务由其所属的图赖讷安德尔河谷市镇公共社区负责。2022年，阿宰勒里多境内共有7家酒店共计144间房间；另有1个露营地，可容纳共204辆露营车。

### 媒体
法国主要的媒体均可在阿宰勒里多接收，法国电视三台下属的中央-卢瓦尔河谷大区频道在部分时段播出阿宰勒里多所在安德尔-卢瓦尔省的地方新闻。图尔卢瓦尔河谷电视台、《中西部新共和国报》、蓝色法兰西图赖讷广播等是当地的主要地方性媒体。

## 相关人物
法国射击运动员朱尔·特里尼泰逝世于阿宰勒里多。

## 友好城市
截至2023年6月，阿宰勒里多共与一座城市建立了友好城市关系：
- 比利时 拉讷